# المجلس القومي لشؤون الإعاقة (مصر)
المجلس القومي لشؤون الإعاقة هو مجلس قومي حكومي مصري. يختص بشؤون ذوي الإعاقة والاحتياجات الخاصة.
انشأت المجلس القومي لشئون الإعاقة الدكتورة هاله سيد عبد الخالق وكانت أول امين عام للمجلس والوحيدة التي اخدت لقب وزير. فكانت ترفع تقاريرها مباشرة إلى رئيس الوزراء.
شهد المجلس في ذلك الحين قوة غير عادية من انجازات وتفاعلات داخل مصر وخارج مصر. وعقد أكثر من ١٥ بروتوكول مع جهات حكومية وخاصة لتنمية وتمكين ذوي الإعاقة واعادة هيكلة النظم بالدولة لتنفيذ مشروع البطاقة الذكية الإلكتروني بعد تقييمات تتم في مستشفيات التكاملية بالمحافظات.
كانت تقييمات الإعاقة تقوم على اساس التصنيف الخاص بمنظمة الصحة العالمية وهو تصنيف مبني على الوظائف واحتياجات كل شخص ذي اعاقة لتمكينه من الحياة حياة مخطط لها ويتم ادارتها بشكل علمي ومميكن من قبل جميع الجهات المقدمة الخدمات.

## اختصاصات المجلس
- له صلاحيات الإشراف والرقابة على دور الوزارت في خدمة ذوى الإعاقة، والتنسيق بين الوزارت في أداء الخدمات لهم.
- الرقابة على المؤسسات والجمعيات التي تعمل بقضية الإعاقة، فضلا عن تنمية مهارتهم الفنية والإدارية للتعامل مع قضية الإعاقة وفقا للبروتوكولات الدولية.
- توفير كود الإتاحة الثقافية والمكانية للاعاقات السمعية البصرية والحركية والسمعية.
- تطبيق لغة الإشارة بجميع المؤسسات الحكومة وغير الحكومية.
- رفع نسبة تعيين ذوي الإعاقة من 5% إلى 7% في كل المؤسسات الحكومية، والتي يبلغ عدد موظفيها 20 موظفا فيما فوق.
- العمل على تفعيل قانون كود الإتاحة الخاصة بوزارة الإسكان.
- إرسال التقارير الخاصة بالجمعيات والمؤسسات العاملة في مجال الإعاقة إلى الأمم المتحدة وغيرها من المنظمات الدولية.
- التعامل والمسئولية الكاملة ملف ذوي الإعاقة محليا ودوليا.

## تشكيل المجلس
- لجان استشارية نوعية، وهي لجان مؤقتة متغيرة بعضها يتم إلغاؤه بعد إنجاز المهام المنوطة بهم، وهي في حدود 10 لجان أبرزها التوظيف، والمشروعات الصغيرة، واللجنة الثقافية، وأخرى سياحية.
- لجان استشارية نوعية تمتد لتشمل (التعليم، والإسكان، والبيئة، والإعلام، والصحة).
- لجنة للنوايا الحسنة مهمتها هي التوعية بكل قضايا الإعاقة لتغيير الأفكار النمطية والسلبية التي توجد في ثقافة الشعب المصري، وذلك لتكون قضايا الإعاقة على قائمة الرأي العام.